# 威爾遜·康崔拉斯
威爾遜·愛德華多·康崔拉斯（西班牙語：Willson Eduardo Contreras、1992年12月1日—），是美國職棒大聯盟的捕手、外野手，目前效力於聖路易紅雀。

## 職業生涯
2009年，與芝加哥小熊簽約。2016年在小聯盟3A繳出了3成50的打擊率、9支全壘打。
2016年6月20日，於芝加哥小熊與匹茲堡海盜隊的比賽中首度登上大聯盟，在6局下以代打身分上場並擊出生涯首發全壘打，此為大聯盟史上第27人、亦是小熊隊史第1位以生涯首打席且代打身分轟出全壘打的選手。

## 外部連結
- 球員資訊和成績在MLB ，ESPN ，Retrosheet ，Baseball Reference ，Baseball Reference (Minors) ，Fangraphs ，The Baseball Cube （英文）
- willson contreras的X（前Twitter）